# Нессельроде, Карл Васильевич
Граф Карл Васи́льевич Нессельро́де или Карл Роберт фон Нессельроде-Эресховен (нем. Karl Robert Reichsgraf von Nesselrode-Ehreshoven; 2 [13] декабря 1780, Лиссабон — 11 [23] марта 1862, Санкт-Петербург) — российский государственный деятель немецко-еврейского происхождения, доверенное лицо императоров Александра I и Николая I, предпоследний канцлер Российской империи (c 1845). Занимал пост министра иностранных дел дольше, чем кто-либо другой в истории как России, так и СССР (почти 40 лет, считая годы совместного с Каподистрией управления иностранными делами). Сторонник сближения с Австрией и Пруссией, противник революционных движений и либеральных преобразований, один из организаторов Священного союза.

## Биография
Происходил из немецкого графского рода Нессельроде, медиатизованного при роспуске Священной Римской империи. Его отец Максимилиан Нессельроде служил в Австрии, Голландии, Франции, Пруссии и, наконец, в России. Мать, еврейка протестантского вероисповедания, Луиза Гонтар (1746—1785) была дочерью богатого купца из Гренобля, имела титул баронессы. Карл родился в Лиссабоне, где отец его был русским посланником. Был окрещен по англиканскому обряду, так как церковь английского посольства была единственной протестантской церковью в Лиссабоне, до конца жизни был протестантом; так и не научился правильно говорить по-русски.
По высочайшему повелению в 1788 году он был записан в службу мичманом в русский флот — в восьмилетнем возрасте. После обучения в берлинской гимназии, в 1796 году он приехал в Петербург, однако его успешной карьере во флоте мешала хроническая морская болезнь.
Вскоре после кончины Екатерины, благоволивший к Нессельроде император Павел I пожаловал его в свои флигель-адъютанты по флоту, а позднее перевёл в сухопутные войска поручиком в конную гвардию, оставив при себе флигель-адъютантом; ни там, ни тут он не обнаружил способностей к военной службе, что не помешало ему дослужиться в двадцать лет до полковника. Вскоре он был уволен из армии с пожалованием с 13 июня 1800 года в камергеры.
После смерти Павла он был отправлен в Вюртемберг ко двору герцога с извещением о вступлении на престол Александра I. Из Штутгарта он был переведён в Берлин, потом в Гаагу секретарём посольства. Во время пребывания в Германии он познакомился с Меттернихом, тогда австрийским посланником в Дрездене, и знакомство это скоро перешло в тесную дружбу. Нессельроде смотрел на Меттерниха снизу вверх; последний казался ему гениальным дипломатом, а его советы — всегда спасительными; в свою очередь Меттерних умел хорошо пользоваться слабостями своего ученика. Основной мыслью всей дальнейшей политики Нессельроде был тесный союз с Австрией.
В 1807 году был командирован в Тильзит, в распоряжение русских уполномоченных Д. И. Лобанова-Ростовского и А. Б. Куракина, а потом отправлен советником посольства в Париж, где вновь встретился с Меттернихом, австрийским послом при французском дворе. В значительной степени под его влиянием депеши Нессельроде, составляемые для русского посла Толстого, дышали ненавистью к Франции. В 1810 году, когда отношения России к Франции начали портиться, Нессельроде, по собственному желанию, был отозван в Петербург. Здесь французские симпатии уже значительно ослабели; поэтому Нессельроде был принят императором Александром очень ласково и пожалован статс-секретарём.
В 1812 году его положение при дворе было упрочено женитьбой на дочери министра финансов Гурьева. Перед войной с Наполеоном канцлер граф Н. П. Румянцев настойчиво советовал императору Александру не доверять Габсбургам и даже предлагал поднять в их владениях восстание славян. Представителем противоположного мнения явился Нессельроде. После победы над Наполеоном в России, Нессельроде, на этот раз вместе с Румянцевым, но вопреки Кутузову, высказался за перенесение войны в пределы Германии и за окончательное ниспровержение французского могущества. Это, в конечном итоге привело к подписанию Рейхенбахских конвенций, неоценимую помощь в подготовке которых оказал Иоганн фон Анстетт.
С 1812 по 1815 годы постоянно находился при императоре и был влиятельным участником Венского конгресса. С 17 февраля 1813 года был в чине III класса. Обнаружение тайного договора между Австрией и Францией против России слегка поколебало его положение.

### Управляющий иностранной коллегией (1816)
В 1816 году Нессельроде был назначен управляющим иностранной коллегией, но одновременно с ним, и как бы в противовес ему, графу Каподистрии поручено ведение иностранных дел. Таким образом было как бы два министра иностранных дел, взгляды которых на задачи русской иностранной политики значительно расходились.
Император служил верховным примирителем и посредником между ними, гораздо более склоняясь на сторону Нессельроде, который сопровождал Александра на конгрессы Священного союза в Аахен, Троппау (ныне Опава), Лайбах (ныне Любляна) и Верону. В 1822 году Каподистрия получил бессрочный отпуск, и Нессельроде стал единственным министром иностранных дел.
В 1826 году был назначен в Верховный уголовный суд по делу декабристов.
Политика его по-прежнему состояла в стремлении к сближению с Австрией. В 1830 году в Карлсбаде виделся с Меттернихом, осыпавшим его упрёками за поддержку греческого восстания; Нессельроде признал, по крайней мере по рассказу Меттерниха, всю справедливость этих упрёков и согласился, что революция, начатая греками, всего опаснее именно для России.
В 1844 (17 марта) стал канцлером Российской империи, а через пять лет способствовал вмешательству России в австрийские дела, с целью усмирения венгерского восстания. Ответственность за дипломатическую изоляцию России в Крымскую войну в значительной степени падает на Нессельроде.

### Политика на Дальнем Востоке
В 1843 году вице-адмирал Путятин разработал план организации экспедиции к восточным морским границам Китая и Японии. Граф Нессельроде противодействовал ему, опасаясь «возможности разрыва с Китаем, неудовольствия Европы, в особенности англичан». Предлагал признать амурский бассейн принадлежащим Китаю и отказаться от него навсегда.
Но в 1850 году капитан 1-го ранга Геннадий Невельской, действуя самовольно, основал в устье Амура так называемый пограничный «Николаевский пост», уже в годы Крымской войны ставший городом Николаевском-на-Амуре. Император Николай I позднее дал аудиенцию Геннадию Невельскому, выслушал его доводы и, вопреки мнению Нессельроде, одобрил действия русского моряка на Дальнем Востоке.
Под руководством Нессельроде, 7 февраля 1855 года вице-адмиралом Е. В. Путятиным был подписан Симодский трактат между Россией и Японией.
15 (27) апреля 1856 г., после смерти Николая I в предыдущем году, и после Парижского мирного конгресса, Нессельроде был уволен от должности министра иностранных дел и затем назначен председателем Комитета железных дорог с оставлением чина государственного канцлера иностранных дел и статуса члена Государственного совета.
По очерёдности награждения входил в состав пенсионеров — кавалеров ордена Святого Андрея Первозванного (800 рублей в год) и в состав пенсионеров — кавалеров ордена Святого Владимира 1-й степени (600 рублей в год).
Похоронен в Санкт-Петербурге на Смоленском лютеранском кладбище.
В 1924 году в сотую годовщину подписания Русско-американской конвенции именем Нессельроде была названа гора на границе Аляски и Британской Колумбии (по другим источникам гора на побережье Северной Америки в заливе Аляска (58°58′ с.ш., 134°20′ з.д.) была названа географом Л. Мартином в честь К. В. Нессельроде в 1824 году).

## Взгляды
Сам Нессельроде в записке «О политических соотношениях России» от 11 февраля 1856 года определил свою политику как монархическую и антипольскую. Проникнутый идеями Священного союза, Нессельроде питал искреннюю ненависть ко всякому свободному стремлению, как в Европе, так и в России; он находил, что крепостное право одинаково благодетельно как для помещиков, так и для крестьян, и незадолго до освобождения крестьян высказывал Николаю Милютину опасение, как бы реформа не уничтожила патриархального склада русского быта. В ту же эпоху освободительных стремлений он настаивал в особой записке на усилении цензурных строгостей.
В эпоху более раннюю даже граф Иоанн Каподистрия казался ему либеральным доктринёром, опасным на посту министра иностранных дел. Греческое восстание вызывало в нём, как и в Меттернихе, только вражду.
Отверг в 1825 году план покупки Российско-Американской компанией (РАК) крепостных для переселения в Америку с предоставлением на месте переселения свободы. Позиция Нессельроде по РАК сыграла решающую роль в сужении деятельности компании в бассейне Тихого океана и в Северной Америке в 1824—1825 годах. Заключенные при его содействии конвенции с США, включая российско-американскую Конвенцию 1824 года о торговле, мореплавании и рыбной ловле, позволявшие кораблям США заходить во все внутренние моря, заливы и бухты Русской Америки «для производства там рыбной ловли и торговли с природными той страны жителями», подрывали интересы РАК и привели в итоге к её ликвидации.

## Гастроном
Подобно своему тестю Гурьеву, К. В. Нессельроде имел репутацию гастронома. Об этом свидетельствовал, например, французский дипломат Рейзе:

6-го (18-го) ноября 1852 г. мы были… на большом официальном обеде у графа Нессельроде… тонкий обед был прекрасно сервирован. Шесть метрдотелей в коричневых сюртуках французского покроя со стального цвета пуговицами, в белых атласных жилетах и больших жабо, при шпаге, руководили лакеями, одетыми в пунцовых ливреях. Канцлер был старичок небольшого роста, очень живой и веселый, в сущности очень эгоистичный и очень походил на Тьера. Он был весьма воздержан, хотя любил хорошо поесть; до обеда, который был всегда весьма изысканный, он ничего не ел, только выпивал по утру и в три часа дня по рюмке малаги с бисквитом. Он сам заказывал обед и знал, из чего делается каждое кушанье.
Именем русского канцлера названы некоторые ставшие известными кушанья. Наиболее знаменито мороженое «Glace Nesselrode», иначе называемое «пудинг Нессельроде», десерт, оставшийся по сей день в мировой кухне и продолжающий носить имя Нессельроде — замороженное холодное сладкое на основе пюре из варёных каштанов, протёртых через сито, соединённого со взбитыми сливками или с заварным кремом. Известны также «суп Нессельроде» (из репы), «майонез Нессельроде», суфле из бекасов и другие блюда. «Из разных сведений, необходимых для хорошего дипломата, — писал Ф. Ф. Вигель, — усовершенствовал он себя только по одной части: познаниями в поваренном искусстве доходил он до изящества».
Возможно, именно «гастрономическую» репутацию канцлера обыграл Н. С. Лесков в повести «Левша», где фамилия графа передана как «Кисельвроде».

## Семья
С января 1812 года был женат на одной из самых богатых петербургских невест Марии Дмитриевне Гурьевой (1786—1849), дочери министра финансов графа Д. А. Гурьева от брака с П. С. Салтыковой. В 1802 году была пожалована во фрейлины, в 1816 году награждена орденом св. Екатерины 2-й степени, с 1836 года статс-дама. Современники давали графине неоднозначную оценку. Д. Фикельмон замечала, что её «чрезвычайная природная холодность делает её нрав крайне неприятным, но под этой ледяной оболочкой и весьма мужеподобными формами кроется довольно тёплое сердце».
А. О. Смирнова вспоминала, что у «графини Нессельроде был весёлый, громкий, детский смех, а это лучший знак доброго сердца и высокой души». Граф Ф. Г. Головкин остроумно писал:
Госпожа Нессельроде… была высокого роста и полна, что придавало её мужу вид, как будто он выпал из её кармана. Она была умна, поворотлива и хорошо умела обращаться с императором Александром I, придавая себе важную осанку, которая была бы не к лицу худенькой внешности её мужа, смахивающего на карикатуру, между большой женой, высоким ростом государя и громадным счастьем, выпавшим на его долю.
Графиня Нессельроде была гостеприимной и любезной в обращении, свой петербургский дом она держала открытым, её обеды и повара славились по всей Европе. В обществе она встречалась с А. С. Пушкиным, на свадьбе Е. Гончаровой с Дантесом была посаженой матерью жениха, которому покровительствовала. Графиню Нессельроде обвиняли в сочинении анонимных писем в адрес поэта и называли инициатором пасквильного «диплома», который привёл к дуэли поэта. Скончалась скоропостижно от апоплексического удара в Гастейне, в Тироле, тело её было перевезено в Россию и предано земле в Духовской церкви Александро-Невской лавры. В браке имели детей:
- Елена Карловна (1813—1875), с 1832 года замужем за графом Михаилом Иринеевичем Хрептовичем (1809—1892).
- Дмитрий Карлович (1816 — 07.05.1891), секретарь посольства в Константинополе, обер-гофмейстер и статский советник. С 1847 года женат на Лидии Арсеньевне Закревской (1826—1884), дочери графа А. А. Закревского и А. Ф. Закревской. Брак был неудачным, вскоре она оставила мужа и сына и уехала в Париж. В 1859 году без развода с Нессельроде стала женой князя Дмитрия Владимировича Друцкого-Соколинского, но этот брак был признан незаконным по определению Святейшего Синода. Умер от апоплексического удара в Ницце, похоронен там же на русском кладбище. Их сын — граф Анатолий Дмитриевич Нессельроде (1850−1923) окончил Гейдельбергский университет, служил в министерстве юстиции, затем в министерстве иностранных дел. Общественный деятель, оппозиционер (помогал материально социал-демократам, поддерживал выступления рабочих, считая, что они могут заставить правительство стать на путь конституционных реформ, оказывал содействие в распространении «Искры»), меценат, коллекционер, библиофил[16]. С 1909 года жил в Париже, где и умер. У него были две внебрачные дочери — Лидия (в замуж.Юматова[17]) и Нина (в замуж. Усова), которых он впоследствии узаконил.
  -     - Мария Карловна (1820—после 1881), фрейлина двора (06.12.1836), замужем (с 01.10.1839, Берлин) за саксонским посланником в Париже бароном Лео Зеебахом (Albin Leo von Seebach; 1811—1884). Их дочь Мария (1843−1902) замужем за датским дипломатом графом Гебхардом Леоном Мольтке-Квитфельдом, внуком Г.К.Разумовского (сыном его дочери Елизаветы). Один из внуков  Марии Мольтке-Квитфельд - граф Жером Евгений Мольтке-Квитфельд (1902-1949) был женат на Эббе Мольтке Ёллгор (Еbba Moltke Øllgaard) - дочери датского полковника и камергера Кристиана Людвига Эрнста Ёллгора. Его племянник Torsten Arnheim (1915-1996) , сын Юлиуса Арнхейма (Тумповского) и Маргреты Ёллгор, был директором автомобильного завода компании SAAB в шведском Нючёпинге (Nyköping).
- Александр Карлович (1822—31.05.1824), умер от зубной болезни, похоронен на Фарфоровском кладбище[18].

## Награды
- сОрден Святого Владимира 3-й степени (01.01.1811)
- Орден Святого Владимира 2-й степени (15.09.1813)
- Орден Святого Александра Невского (29.03.1814)
- Алмазные знаки к ордену Святого Александра Невского (25.03.1817)
- Орден Белого орла (Царство Польское, 14.03.1818)
- Орден Святого Владимира 1-й степени (27.09.1818)
- Орден Святой Анны 1-й степени (22.09.1829)
- Орден Святого апостола Андрея Первозванного (22.09.1829)
- Алмазные знаки к ордену Святого апостола Андрея Первозванного (23.04.1834)

Иностранные:
- Австрийский орден Золотого руна (1824)
- Австрийский Королевский венгерский орден Святого Стефана, большой крест (1815)[19]
- Австрийский орден Леопольда, большой крест
- Ангальтский Династический орден Альбрехта Медведя, большой крест (17(29).06.1837)[20]
- Баденский орден Верности, большой крест
- Вюртембергский орден Вюртембергской короны, большой крест
- Ганноверский Королевский Гвельфский орден, большой крест
- Датский орден Слона (20.08(01.09).1819)
- Испанский орден Карлоса III, большой крест
- Королевства обеих Сицилий орден Святого Фердинанда и Заслуг, большой крест
- Пармский Константиновский орден Святого Георгия, большой крест
- Прусский орден Чёрного орла
- Прусский орден Красного орла 1-го класса
- Сардинский Высший орден Святого Благовещения (1815)
- Сардинский орден Святых Маврикия и Лазаря, большой крест
- Французский орден Почётного легиона, большой крест (1819)
- Французский орден Святого Духа
- Шведский орден Серафимов (13(25).01.1825)
- Шведский орден Полярной звезды

## Киновоплощения
- Пьер Бертен[фр.] — «Хромой дьявол» (Франция, 1948)
- Владимир Татосов — «Смерть Вазир-Мухтара», 1969.
- Дмитрий Бессонов — «Звезда пленительного счастья», 1975.
- Ольгерт Кродерс — «Последняя дорога», 1986.
- Лев Лемке — «Левша», 1986.
- Анатолий Мацукевич — «Лермонтов», 1986.
- Хейно Мандри — «Залив счастья», 1987
- Гали Абайдулов — «Пушкин. Последняя дуэль», 2006.
- Сергей Погосян — «Аманат», 2015.